# Hwang Hee-chan
Hwang Hee-chan (ur. 26 stycznia 1996 w Chuncheon) – południowokoreański piłkarz występujący na pozycji napastnika w angielskim klubie Wolverhampton Wanderers oraz w reprezentacji Korei Południowej. Uczestnik Mistrzostw Świata w 2018 oraz 2022.